# Morville-le-Héron
Morville-le-Héron es una comuna nueva francesa situada en el departamento de Sena Marítimo, de la región de Normandía.

## Historia
Fue creada el 1 de enero de 2025, en aplicación de una resolución del prefecto de Sena Marítimo de 2 de diciembre de 2024 con la unión de las comunas de Le Héron y Morville-sur-Andelle, pasando a estar el ayuntamiento en la antigua comuna de Morville-sur-Andelle.

## Demografía
Según los datos aportados en la resolución del prefecto de Sena Marítimo, la comuna se crea con 552 habitantes.

## Composición
| Comuna delegada      | Código INSEE | Población (2022) | Superficie (km²) | Densidad (hab./km²) |
| -------------------- | ------------ | ---------------- | ---------------- | ------------------- |
| Le Héron             | 76358        | 250              | 10.72            | 23                  |
| Morville-sur-Andelle | 76455        | 293              | 5.17             | 57                  |